# Roberto Aussel
Pour les articles homonymes, voir Aussel.
Roberto Aussel (né le 13 juillet 1954 à La Plata, près de Buenos Aires ) est un guitariste argentin et professeur de guitare classique.

## Biographie
À l'âge de sept ans, Roberto Aussel a commencé à étudier la guitare avec le célèbre guitariste classique Jorge Martínez Zárate (de). Très tôt, Aussel a remporté le premier prix de plusieurs concours internationaux, dont le Concours international de guitare France Musique Radio France (1975), Porto Alegre (Brésil) et le concours Alirio Diaz (Venezuela). En 1999, il a reçu le prix Konex de platine d'Argentine. 
Son répertoire comprend de la musique pour guitare allant de la musique baroque à la nouvelle musique et de la musique populaire latino-américaine actuelle. Il a joué avec de nombreux orchestres renommés (par exemple, le London Symphony Orchestra) et des ensembles de musique de chambre. Depuis 1992, Aussel effectue chaque année une tournée de concerts aux États-Unis et donne des masterclasses à Boston et à San Francisco, entre autres. En 1994, il est devenu professeur de guitare classique à la Hochschule für Musik und Tanz Köln de Cologne.
De nombreux compositeurs célèbres ont écrit des œuvres spécialement pour Roberto Aussel, tels que Astor Piazzolla (sa toute première œuvre pour guitare), Marius Constant, Francis Schwartz, Pascale Jakubowski, Juan María Solare et José Luis Campana. 
Il est entendu dans les principaux concerts et festivals du monde entier (notamment le Forum Gitarre Wien).